# إدوارد أغسطس كونغور
إدوارد أغسطس كونغور (بالإنجليزية: Edward Augustus Conger)‏ هو محامي وقاضي أمريكي، ولد في 7 يناير 1882، وتوفي في 7 أغسطس 1963.